# Monbardon
Monbardon (Montbardon en gascon) est une ancienne commune française située dans le sud-est du département du Gers en région Occitanie. Sur le plan historique et culturel, la commune est dans le pays d'Astarac, un territoire du sud gersois très vallonné, au sol argileux, qui longe le plateau de Lannemezan.
Exposée à un climat océanique altéré, elle est drainée par la Gimone et par divers autres petits cours d'eau. La commune possède un patrimoine naturel remarquable composé de trois zones naturelles d'intérêt écologique, faunistique et floristique.
Monbardon est une commune rurale qui compte 69 habitants en 2022, après avoir connu un pic de population de 327 habitants en 1846.  Ses habitants sont appelés les Monbardonnais ou  Monbardonnaises.
En 2025, elle fusionne avec Cabas-Loumassès, Saint-Blancard et Sarcos pour devenir Cap d'Astarac.

## Géographie

### Localisation
Monbardon est une commune du Gers, limitrophe du département de la Haute-Garonne.

### Communes limitrophes
Les communes limitrophes sont  Gaujan, Monties, Puymaurin et Sarcos.
| Monties |           | Gaujan                    |
|         | Monbardon |                           |
| Sarcos  |           | Puymaurin (Haute-Garonne) |

### Géologie et relief
Monbardon se situe en zone de sismicité 2 (sismicité faible).

### Hydrographie

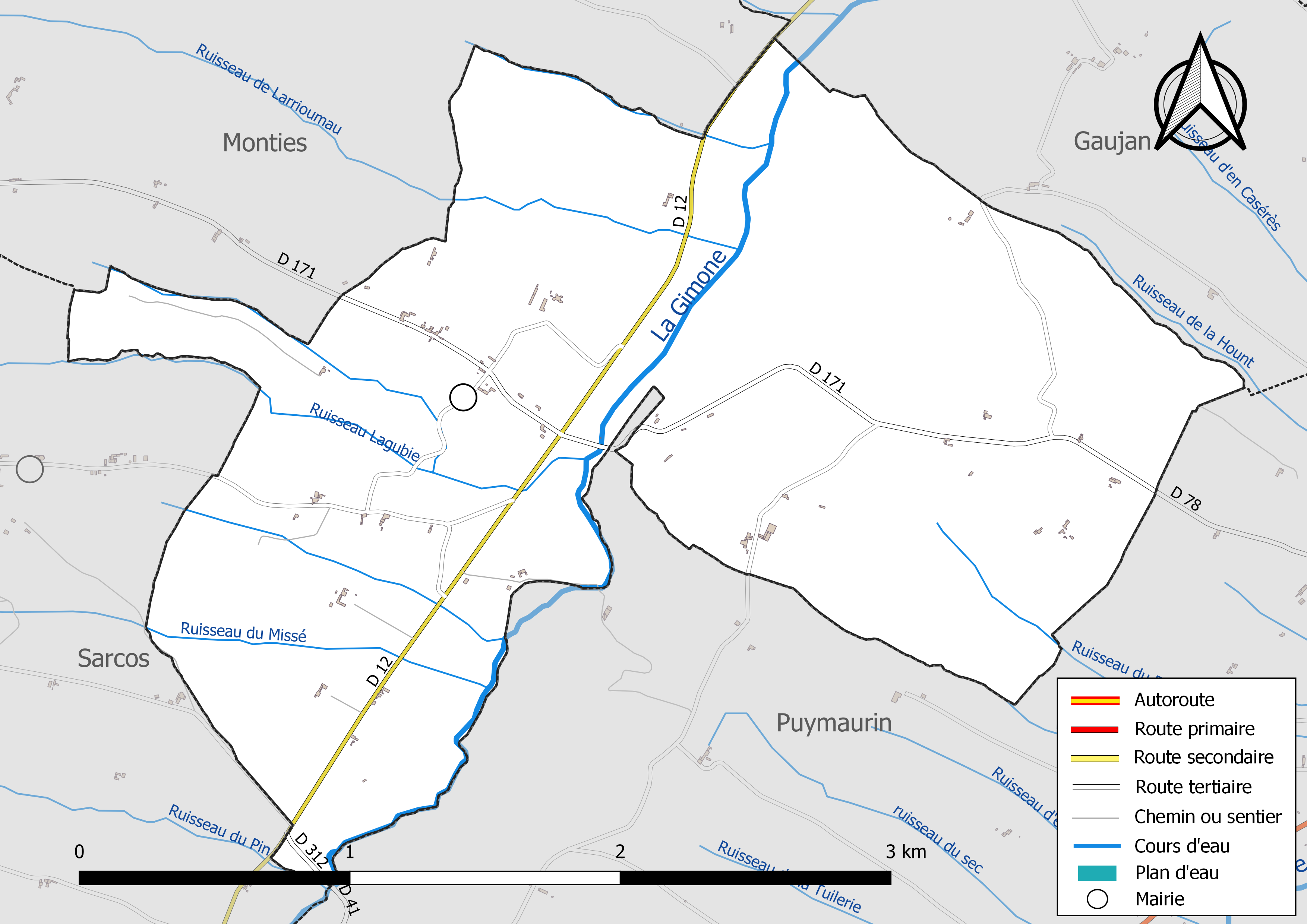
Réseaux hydrographique et routier de Monbardon.

La commune est dans le bassin de la Garonne, au sein du bassin hydrographique Adour-Garonne. Elle est drainée par la Gimone, le ruisseau de la Bourdille, le ruisseau de Larrioumau, le ruisseau du Bataillé, le ruisseau du Missé, le ruisseau Lagubie et par divers petits cours d'eau, qui constituent un réseau hydrographique de 11 km de longueur totale,.
La Gimone, d'une longueur totale de 135,7 km, prend sa source dans la commune de Saint-Loup-en-Comminges et s'écoule du sud-ouest vers le nord-est. Elle traverse la commune et se jette dans la Garonne à Castelferrus, après avoir traversé 54 communes.

### Climat
Pour des articles plus généraux, voir Climat de l'Occitanie et Climat du Gers.
En 2010, le climat de la commune est de type climat océanique altéré, selon une étude s'appuyant sur une série de données couvrant la période 1971-2000. En 2020, Météo-France publie une typologie des climats de la France métropolitaine dans laquelle la commune est toujours exposée à un climat océanique altéré et est dans la région climatique Aquitaine, Gascogne, caractérisée par une pluviométrie abondante au printemps, modérée en automne, un faible ensoleillement au printemps, un été chaud (19,5 °C), des vents faibles, des brouillards fréquents en automne et en hiver et des orages fréquents en été (15 à 20 jours).
Pour la période 1971-2000, la température annuelle moyenne est de 12,6 °C, avec une amplitude thermique annuelle de 15,2 °C. Le cumul annuel moyen de précipitations est de 778 mm, avec 9,7 jours de précipitations en janvier et 6,3 jours en juillet. Pour la période 1991-2020, la température moyenne annuelle observée sur la station météorologique la plus proche, située sur la commune de Lahas à 24 km à vol d'oiseau, est de 13,9 °C et le cumul annuel moyen de précipitations est de 633,5 mm,. Pour l'avenir, les paramètres climatiques de la commune estimés pour 2050 selon différents scénarios d’émission de gaz à effet de serre sont consultables sur un site dédié publié par Météo-France en novembre 2022.

### Milieux naturels et biodiversité
L’inventaire des zones naturelles d'intérêt écologique, faunistique et floristique (ZNIEFF) a pour objectif de réaliser une couverture des zones les plus intéressantes sur le plan écologique, essentiellement dans la perspective d’améliorer la connaissance du patrimoine naturel national et de fournir aux différents décideurs un outil d’aide à la prise en compte de l’environnement dans l’aménagement du territoire.
Deux ZNIEFF de type 1 sont recensées sur la commune :
les « coteaux de la Gimone à Monbardon » (1 177 ha), couvrant 5 communes dont une dans la Haute-Garonne et quatre dans le Gers, et 
les « prairies humides de la Gimone à Gaujan et Monbardon » (52 ha), couvrant 3 communes dont une dans la Haute-Garonne et deux dans le Gers
et une ZNIEFF de type 2, : 
le « cours de la Gimone et de la Marcaoue » (3 085 ha), couvrant 60 communes dont cinq dans la Haute-Garonne, 37 dans le Gers, une dans les Hautes-Pyrénées et 17 dans le Tarn-et-Garonne.

Carte des ZNIEFF de type 1 et 2 à Monbardon.
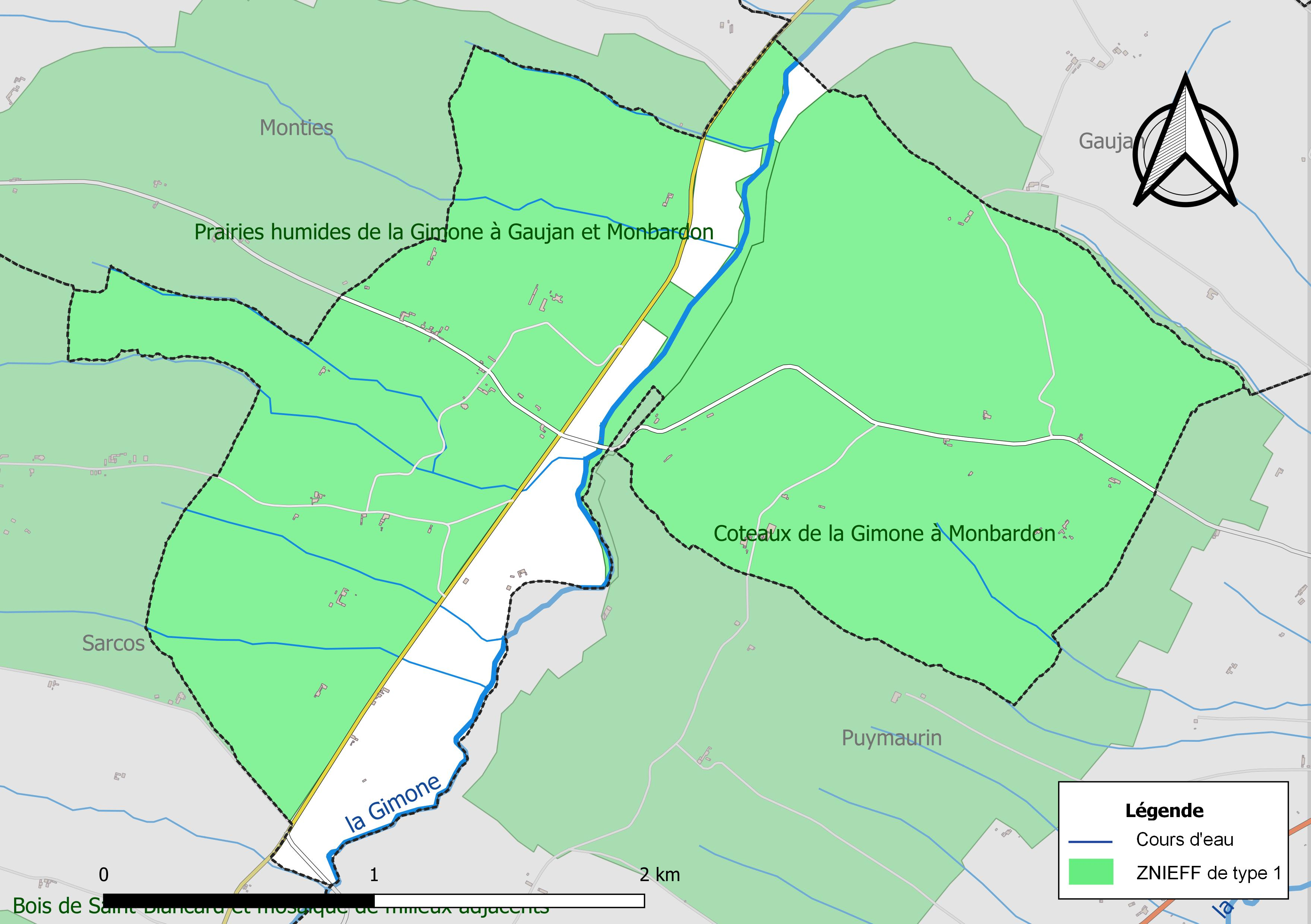
Carte des ZNIEFF de type 1 sur la commune.
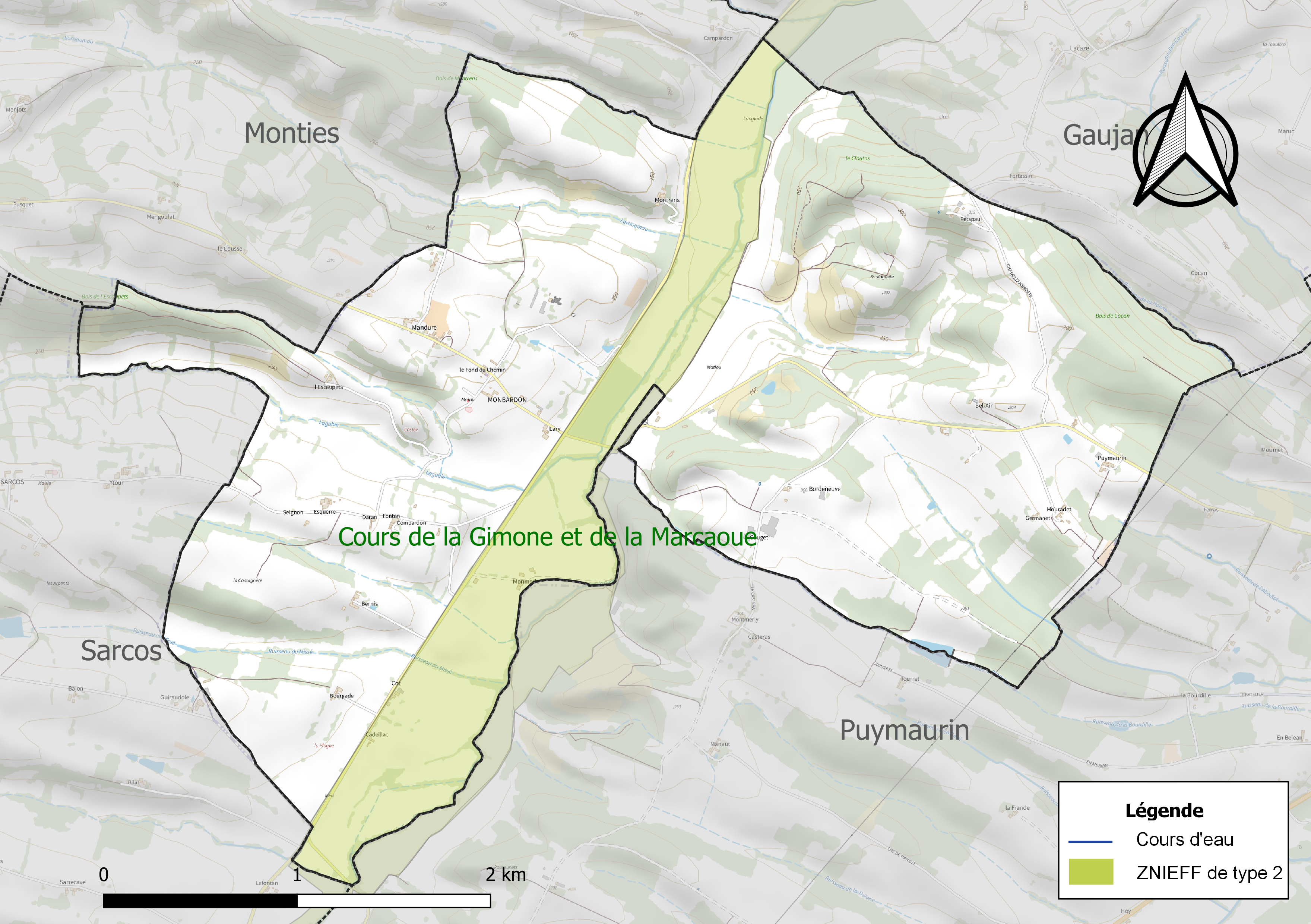
Carte de la ZNIEFF de type 2 sur la commune.

## Urbanisme

### Typologie
Au 1er janvier 2024, Monbardon est catégorisée commune rurale à habitat très dispersé, selon la nouvelle grille communale de densité à sept niveaux définie par l'Insee en 2022.
Elle est située hors unité urbaine et hors attraction des villes,.

### Occupation des sols
L'occupation des sols de la commune, telle qu'elle ressort de la base de données européenne d’occupation biophysique des sols Corine Land Cover (CLC), est marquée par l'importance des territoires agricoles (85,1 % en 2018), une proportion identique à celle de 1990 (85,1 %). La répartition détaillée en 2018 est la suivante : 
zones agricoles hétérogènes (43,1 %), prairies (41,2 %), forêts (14,9 %), terres arables (0,9 %). L'évolution de l’occupation des sols de la commune et de ses infrastructures peut être observée sur les différentes représentations cartographiques du territoire : la carte de Cassini (XVIIIe siècle), la carte d'état-major (1820-1866) et les cartes ou photos aériennes de l'IGN pour la période actuelle (1950 à aujourd'hui).

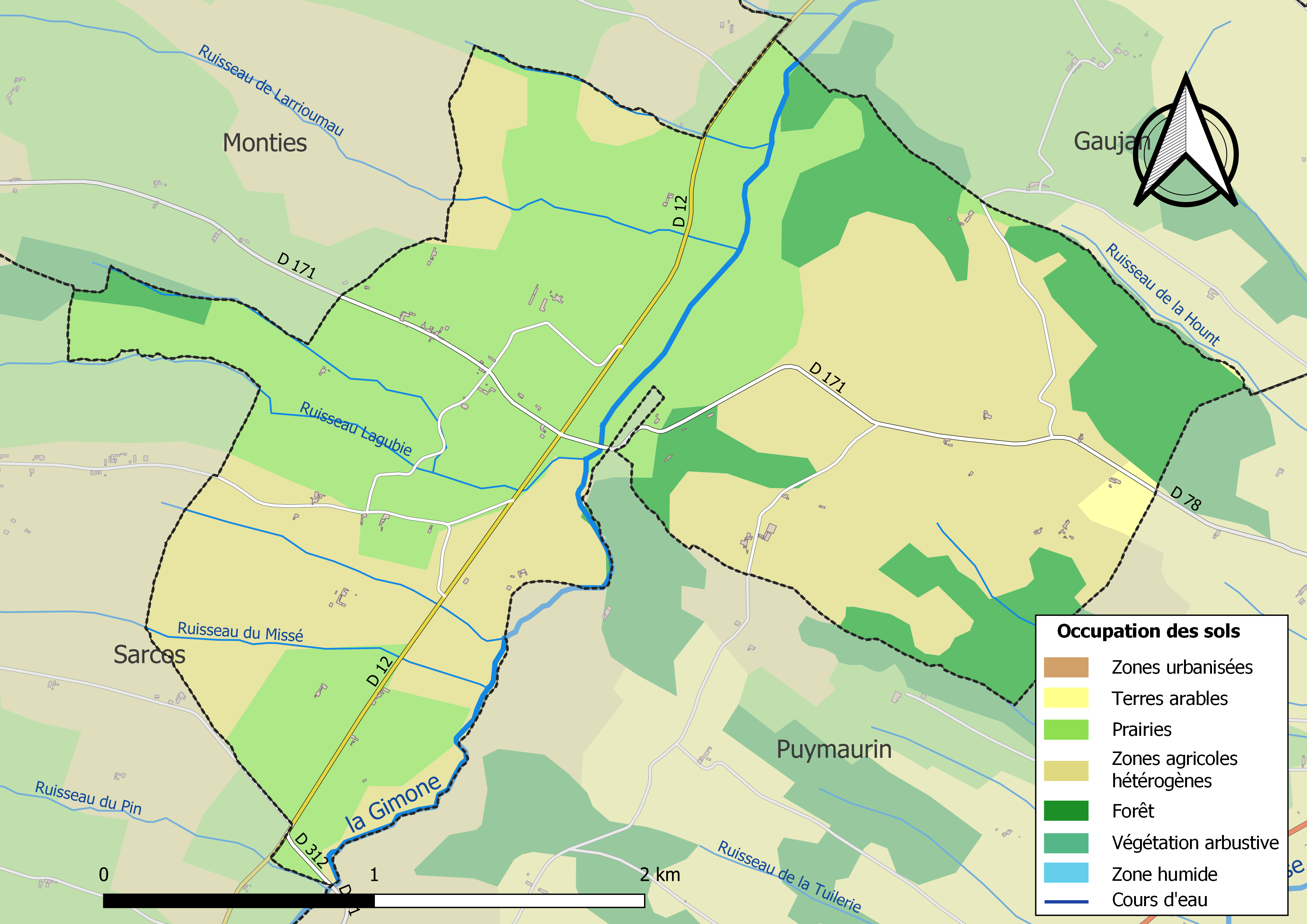
Carte des infrastructures et de l'occupation des sols de la commune en 2018 (CLC).

### Risques majeurs
Le territoire de la commune de Monbardon est vulnérable à différents aléas naturels : météorologiques (tempête, orage, neige, grand froid, canicule ou sécheresse) et séisme (sismicité faible). Il est également exposé à un risque technologique, la rupture d'un barrage. Un site publié par le BRGM permet d'évaluer simplement et rapidement les risques d'un bien localisé soit par son adresse soit par le numéro de sa parcelle.

#### Risques naturels

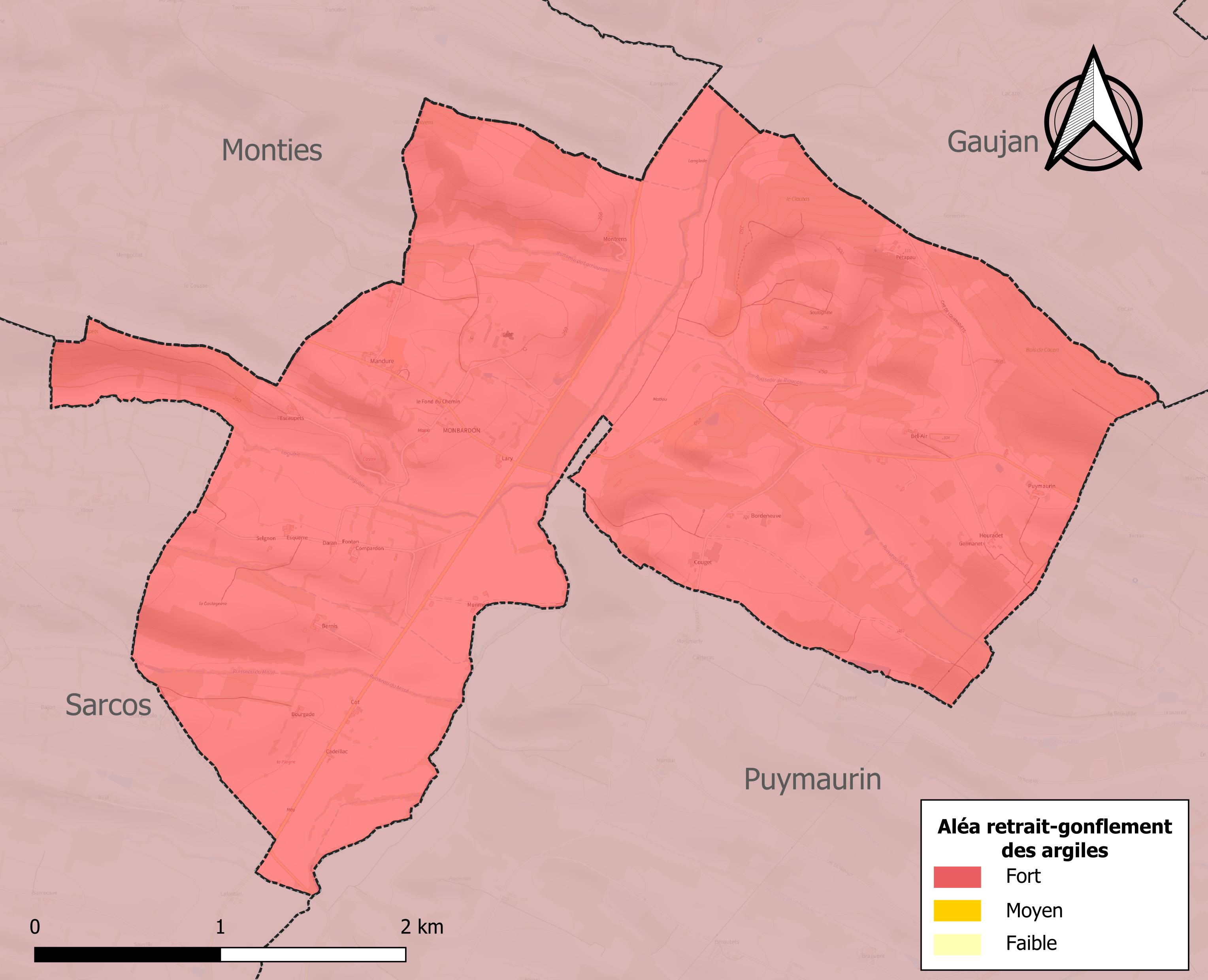
Carte des zones d'aléa retrait-gonflement des sols argileux de Monbardon.

Le retrait-gonflement des sols argileux est susceptible d'engendrer des dommages importants aux bâtiments en cas d’alternance de périodes de sécheresse et de pluie. La totalité de la commune est en aléa moyen ou fort (94,5 % au niveau départemental et 48,5 % au niveau national). Sur les 42 bâtiments dénombrés sur la commune en 2019, 42 sont en aléa moyen ou fort, soit 100 %, à comparer aux 93 % au niveau départemental et 54 % au niveau national. Une cartographie de l'exposition du territoire national au retrait gonflement des sols argileux est disponible sur le site du BRGM,.
Par ailleurs, afin de mieux appréhender le risque d’affaissement de terrain, l'inventaire national des cavités souterraines permet de localiser celles situées sur la commune.
La commune a été reconnue en état de catastrophe naturelle au titre des dommages causés par les inondations et coulées de boue survenues en 1999 et 2009. Concernant les mouvements de terrains, la commune a été reconnue en état de catastrophe naturelle au titre des dommages causés par la sécheresse en 1989 et 1993 et par des mouvements de terrain en 1999.

#### Risques technologiques
La commune est en outre située en aval du barrage de la Gimone, un ouvrage de classe A disposant d'une retenue de 25 millions de mètres cubes. La fiche réflexe du PPI définit le temps d'arrivée de l'onde et la zone d'accueil selon la position des habitants concernés par rapport à la Gimone (rive droite ou gauche),. À ce titre elle est susceptible d’être touchée par l’onde de submersion consécutive à la rupture de cet ouvrage,.

## Politique et administration

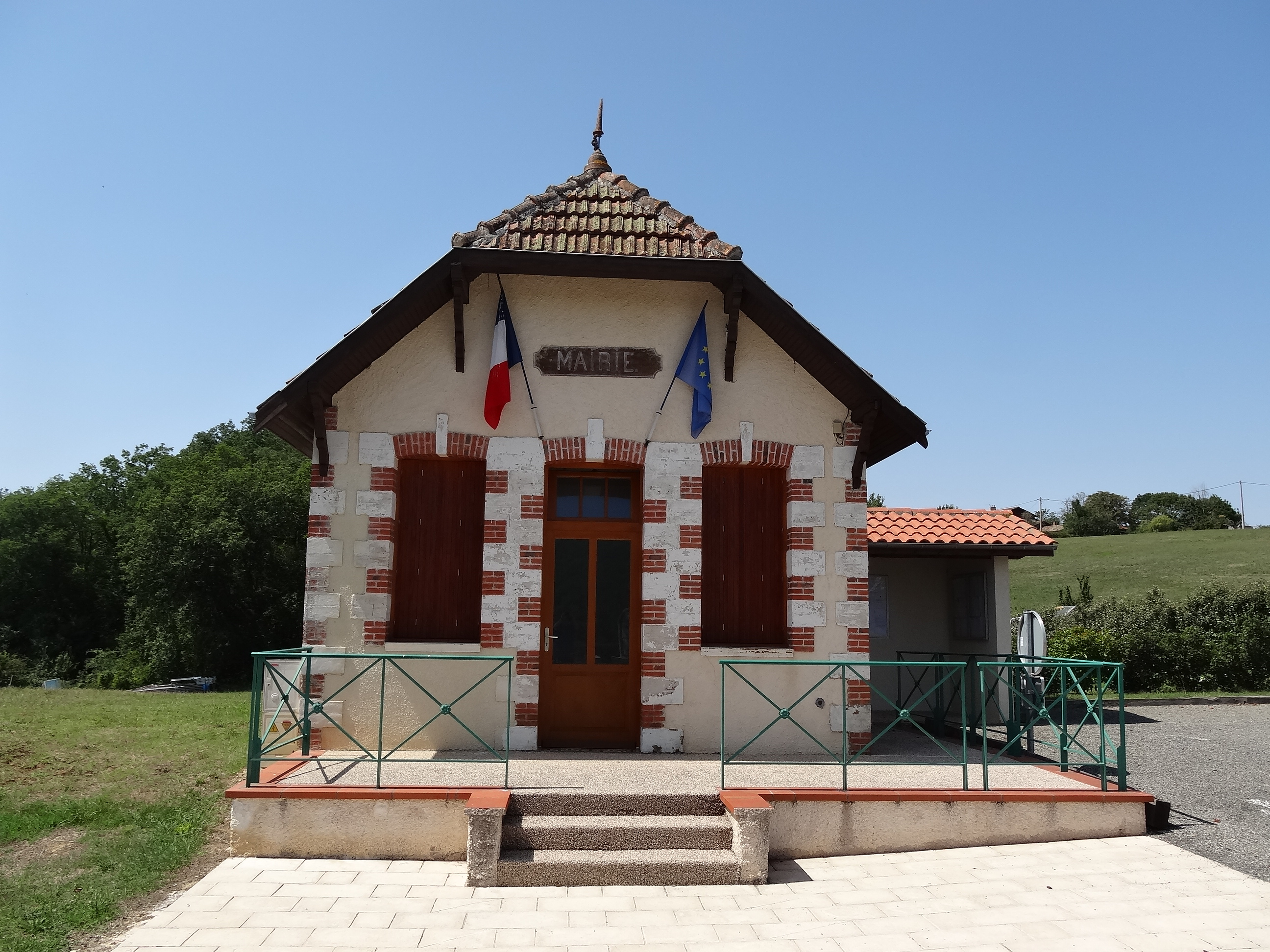
La mairie.

| Période                                  | Période  | Identité                                  | Étiquette | Qualité      |
| ---------------------------------------- | -------- | ----------------------------------------- | --------- | ------------ |
| maire en 1867                            | ?        | Marquis Hilarion de Génibrouse Castelpers |           | Propriétaire |
| mars 2001                                | 2008     | Jean-Louis Rey                            |           |              |
| 2008                                     | En cours | Francis Roudeau                           | PS        | Agriculteur  |
| Les données manquantes sont à compléter. |          |                                           |           |              |

## Démographie
L'évolution du nombre d'habitants est connue à travers les recensements de la population effectués dans la commune depuis 1793. Pour les communes de moins de 10 000 habitants, une enquête de recensement portant sur toute la population est réalisée tous les cinq ans, les populations de référence des années intermédiaires étant quant à elles estimées par interpolation ou extrapolation. Pour la commune, le premier recensement exhaustif entrant dans le cadre du nouveau dispositif a été réalisé en 2004.

En 2022, la commune comptait 69 habitants, en évolution de −19,77 % par rapport à 2016 (Gers : +1,04 %, France hors Mayotte : +2,11 %).
| 1793 | 1800 | 1806 | 1821 | 1831 | 1841 | 1846 | 1851 | 1856 |
| ---- | ---- | ---- | ---- | ---- | ---- | ---- | ---- | ---- |
| 277  | 210  | 288  | 250  | 320  | 315  | 327  | 277  | 275  |

| 1861 | 1866 | 1872 | 1876 | 1881 | 1886 | 1891 | 1896 | 1901 |
| ---- | ---- | ---- | ---- | ---- | ---- | ---- | ---- | ---- |
| 252  | 252  | 118  | 225  | 218  | 208  | 181  | 186  | 176  |

| 1906 | 1911 | 1921 | 1926 | 1931 | 1936 | 1946 | 1954 | 1962 |
| ---- | ---- | ---- | ---- | ---- | ---- | ---- | ---- | ---- |
| 186  | 173  | 149  | 135  | 139  | 138  | 135  | 123  | 86   |

| 1968 | 1975 | 1982 | 1990 | 1999 | 2004 | 2006 | 2009 | 2014 |
| ---- | ---- | ---- | ---- | ---- | ---- | ---- | ---- | ---- |
| 103  | 104  | 103  | 104  | 88   | 85   | 83   | 93   | 86   |

| 2019 | 2022 | - | - | - | - | - | - | - |
| ---- | ---- | - | - | - | - | - | - | - |
| 76   | 69   | - | - | - | - | - | - | - |

## Économie

### Emploi
|                | 2008  | 2013  | 2018  |
| -------------- | ----- | ----- | ----- |
| Commune        | 4,1 % | 4,2 % | 4,7 % |
| Département    | 6,1 % | 7,5 % | 8,2 % |
| France entière | 8,3 % | 10 %  | 10 %  |

En 2018, la population âgée de 15 à 64 ans s'élève à 45 personnes, parmi lesquelles on compte 65,1 % d'actifs (60,5 % ayant un emploi et 4,7 % de chômeurs) et 34,9 % d'inactifs,. Depuis 2008, le taux de chômage communal (au sens du recensement) des 15-64 ans est inférieur à celui de la France et du département.
La commune est hors attraction des villes,. Elle compte 9 emplois en 2018, contre 14 en 2013 et 29 en 2008. Le nombre d'actifs ayant un emploi résidant dans la commune est de 27, soit un indicateur de concentration d'emploi de 34 % et un taux d'activité parmi les 15 ans ou plus de 39,4 %.
Sur ces 27 actifs de 15 ans ou plus ayant un emploi, 7 travaillent dans la commune, soit 27 % des habitants. Pour se rendre au travail, 69,2 % des habitants utilisent un véhicule personnel ou de fonction à quatre roues, 3,8 % les transports en commun, 3,8 % s'y rendent en deux-roues, à vélo ou à pied et 23,1 % n'ont pas besoin de transport (travail au domicile).

### Activités hors agriculture
5 établissements sont implantés  à Monbardon au 31 décembre 2019.
Le secteur des activités spécialisées, scientifiques et techniques et des activités de services administratifs et de soutien est prépondérant sur la commune puisqu'il représente 40 % du nombre total d'établissements de la commune (2 sur les 5 entreprises implantées  à Monbardon), contre 14,4 % au niveau départemental.

### Agriculture
|               | 1988 | 2000 | 2010 | 2020 |
| ------------- | ---- | ---- | ---- | ---- |
| Exploitations | 13   | 11   | 10   | 5    |
| SAU (ha)      | 447  | 386  | 486  | 307  |

La commune est dans l'Astarac, une petite région agricole englobant tout le Sud du départementdu Gers, un quart de sa superficie, et correspond au pied de lʼéventail gascon. En 2020, l'orientation technico-économique de l'agriculture  sur la commune est l'élevage de bovins, pour la viande. Cinq exploitations agricoles ayant leur siège dans la commune sont dénombrées lors du recensement agricole de 2020 (13 en 1988). La superficie agricole utilisée est de 307 ha,,.

## Culture locale et patrimoine

### Lieux et monuments
- Motte castrale de Castets, site de la première demeure des seigneurs de Monbardon.
- Château de Monbardon. Nouvelle demeure seigneuriale construite au début du XVIe siècle à 300 m au nord de la motte de Castets. De style Renaissance, il se présente sous la forme d'un corps de logis quadrangulaire de deux étages, flanqué à ses angles de tours de trois étages et de plan carré. Des bâtiments annexes ont ensuite été installés au nord et à l'ouest afin de créer une cour intérieure, et une annexe à l'est vers 1800[33]. Sur la façade principale, bel escalier en fer à cheval. La tour sud-est s'est effondrée sur le corps central dans l'été 2018 : le château est depuis dans un état de ruine avancé. Propriété privée, ne se visite pas.
- Motte castrale de Monmerle. Plate-forme quadrangulaire surélevée de près de 2 m. La demeure seigneuriale qu'accueillait cet enclos fossoyé est mentionnée tardivement : en 1645, Bernard de Maura prête hommage au comte d'Astarac pour le "chastau et maison seigneurialle de Monmerle"[34], mais il est probable que l'installation du site dans la vallée de la Gimone soit à placer à la fin du XIIIe ou au début du XIVe siècle[35]. Une maison particulière occupe aujourd'hui le sommet de la motte, et aucun vestige de l'ancien château n'est visible en élévation. Propriété privée, ne se visite pas.
- Église Sainte-Madeleine.

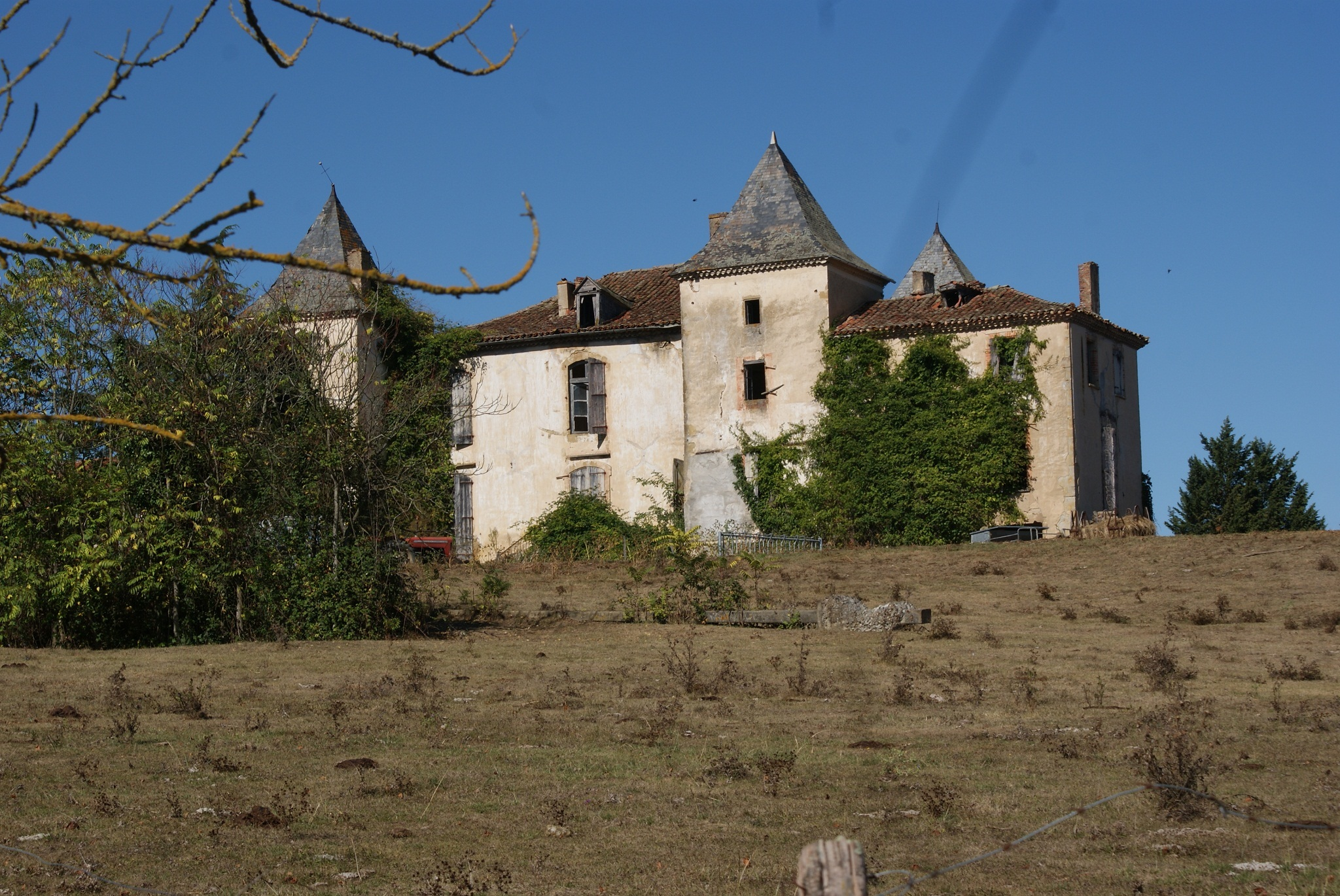
Le château.
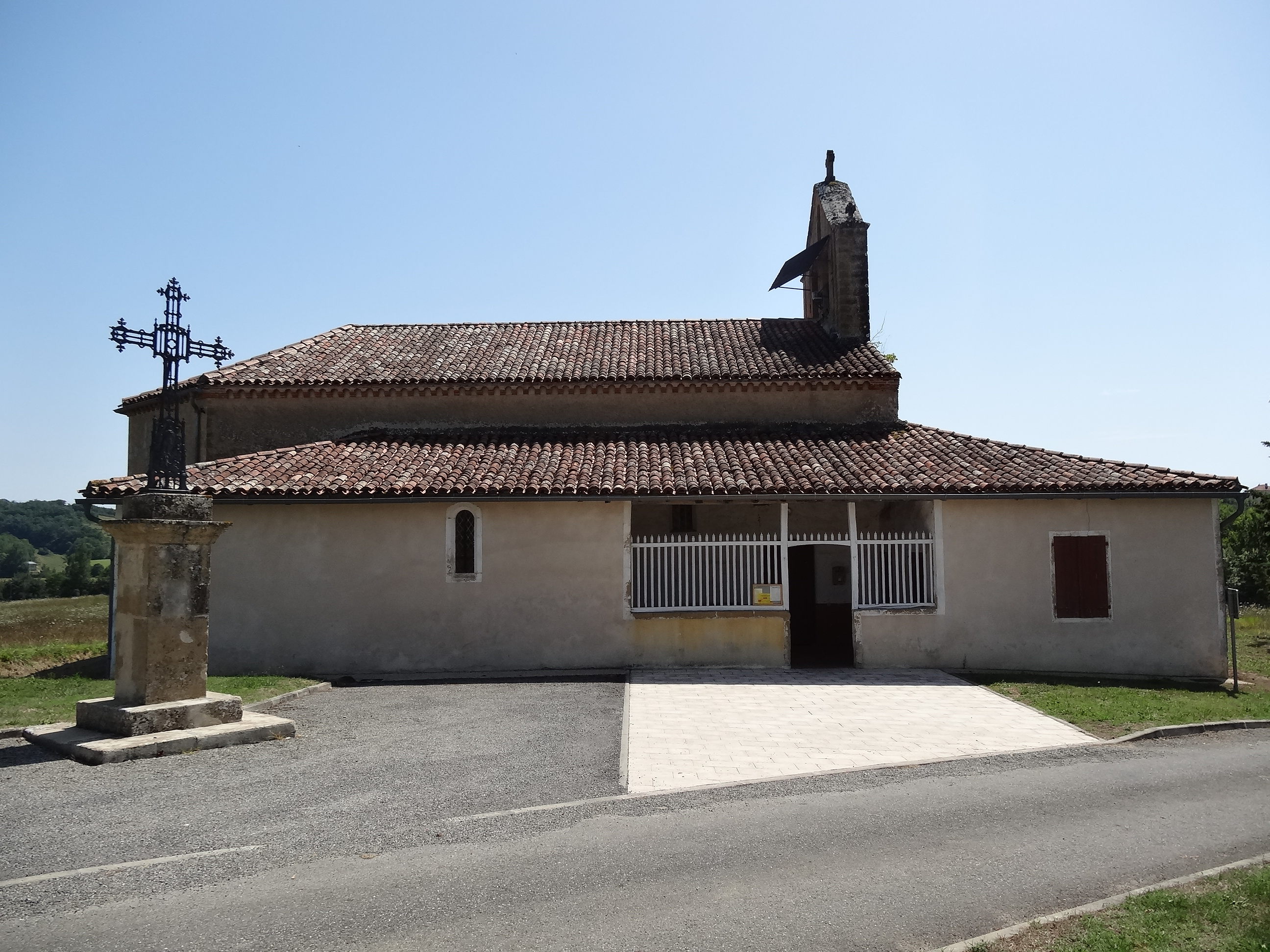
L'église.
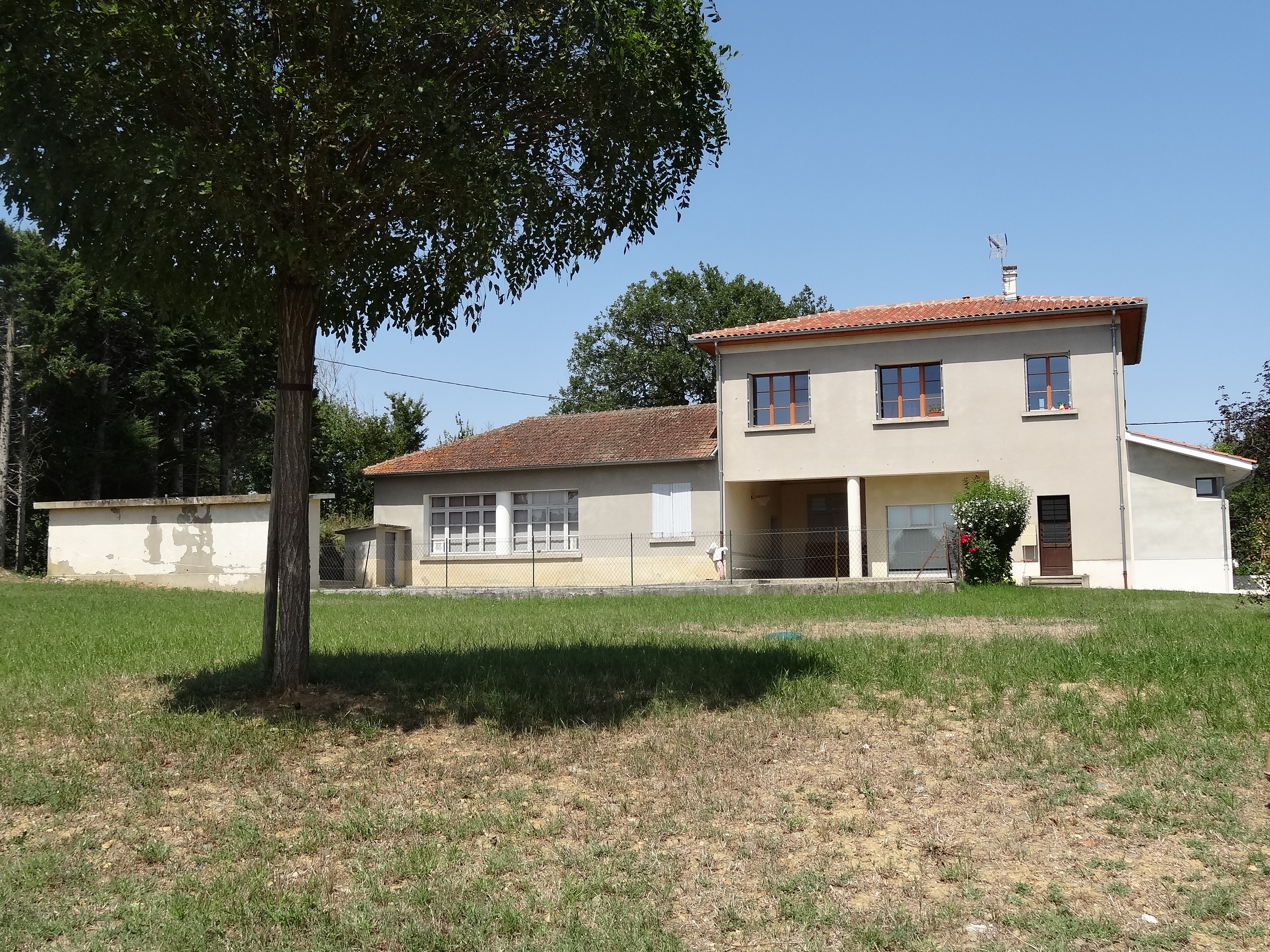
L'école.
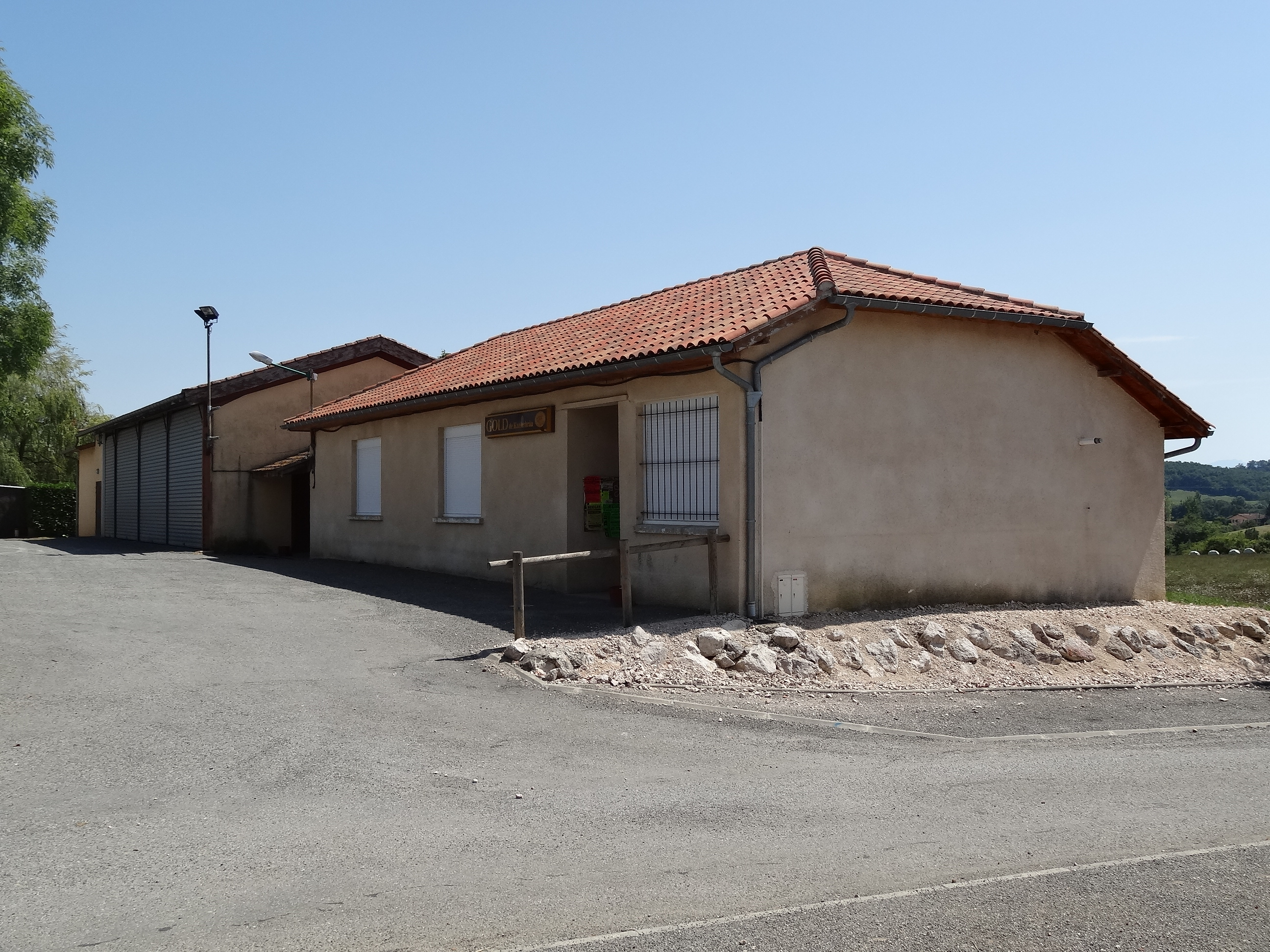
La salle des fêtes.